# たしろ之芙子
たしろ 之芙子（たしろ のぶこ、1921年8月15日 - 1986年10月29日）は、日本の女優。旧芸名は田代 信子。本名は田代 稲子。東京都出身。

## 経歴
文化学院本科美術部卒業。
1941年文学座に入り、同年に舞台『巡礼』でデビュー。脇役として『にごりえ』、『大つごもり』など出演する。テレビドラマでも活躍する。
1986年10月29日、心筋梗塞により死去。

## 出演

### 映画
- 悪い奴ほどよく眠る（1960年、東宝）…守山の妻

### 舞台
- 巡礼（1941年）- つぎ[1]
- マリヤへのお告げ（1964年）- エリザベート[1]
- にごりえ
- ワーニャ伯父さん
- 結婚披露宴
- ガラスの動物園
- シラノ・ド・ベルジュラック
- 大つごもり
- トゥルー・ウエスト
- 華岡青洲の妻（1970年） - 於沢[3][注釈 1]

### テレビドラマ
- 虞美人草（1961年、NTV）
- 松本清張シリーズ・黒の組曲 第43話「失敗」（1963年、NHK） - 下宿のおばさん
- 男嫌い（1963年、NTV）
- 東芝日曜劇場
  - 第468回「果てしなき孤独に」（1965年、CBC）
  - 第825回「下町の女」（1972年、TBS）
- 大河ドラマ（NHK）
  - 源義経（1966年）
  - 竜馬がゆく（1968年） - 伯母
- 鬼平犯科帳　※八代目松本幸四郎版　第1シリーズ 第10話「女掏摸（めんびき）お富」（1969年、NET・東宝） - お長
- 女の顔（1971年、12ch）
- 徳川おんな絵巻　第27話「花嫁学校」・第28話「恋を追う女」（1971年、KTV）
- 八州犯科帳 第9話「女坂から来た女」（1974年、CX / C.A.L）
- ザ・ボディガード 第26話「父性愛」（1974年、NET）
- 俺たちの勲章 第10話「小鳥の審判」（1975年、NTV） - 工事現場のおばさん
- 俺たちの旅 第20話「本気になって生きていますか?」（1976年、NTV）
- 太陽にほえろ! 第204話「厭な奴」（1976年、NTV）
- 平岩弓枝ドラマシリーズ / 結婚の四季（1980年、CX）
- 源氏物語（1981年、TBS）
- 艶やかな罠（1980年、ANB）
- ザ・サスペンス / お師匠さんは名探偵(1) 三味線殺人事件（1983年、TBS）
- 火曜サスペンス劇場 / 死を運んだ宅配便（1986年、NTV）
- 土曜ワイド劇場 / 変身する女桂木亜紀子（1988年、ANB）